# Can Cadafalch
Can Cadafalch és una masia del municipi de Castellar del Vallès (Vallès Occidental) inclosa en l'Inventari del Patrimoni Arquitectònic de Catalunya.

## Descripció
És una masia d'estructura clàssica i planta rectangular. El frontis presenta una solució asimètrica deguda a l'ampliació de la cruixia lateral esquerra. La distribució de les obertures en el mur, també corrobora l'arítmia de la façana.
Un portal adovellat i d'arc de mig punt, dona entrada a la casa pel lloc on s'ha practicat l'ampliació. Adossada en el mur del lateral dret, s'hi troba una construcció porxada de secció quadrada i teulada a quatre vessants amb ràfec sobresortint, que forma part del conjunt habitat. El cos afegit, resultat freqüent d'aquests additaments a l'habitacle principal, es causa d'una certa complexitat volumètrica, que allunya Can Cadafalch de la tipologia clàssica i descrita per Josep Danés (grup II). Les construccions annexes, són usades actualment per útils feiners. La teulada és a dos vessants i el carener perpendicular a la façana.

## Història
La finca de la masia és esmentada el 1308 i habitada des de llavors per la família d'aquest cognom. S'hi ha trobat "pedres de llamp", del Neolític i enterraments medievals. Té una capella dedica a Sant Antoni, amb pedres treballades a les parets que porten les dates de 1628 y 1708. Antich de Cadafalch, fou rector de Sant Feliu del Racó del 1417 al 1488. Narcís Cadafalch (de la Parròquia de Savall i del terme civil de Castellar) era síndic de Castellar entre el 1640 i el 1653. El 1859, amb la reorganització parroquial, se segregà de la parròquia de Sant Llorenç per ser afegida a la de Castellar. La mare de l'arquitecte Puig i Cadafalch era nascuda en aquesta masia.